# Himno de Michoacán
El Himno de Michoacán es el himno oficial del estado de Michoacán, México. Fue compuesto por Armando Salgado y Luis Josué Soto Campos. Fue oficializado en septiembre de 2024.

## Historia
El 19 de octubre de 2023 fue emitida la convocatoria para la creación de un himno para el estado de Michoacán, a petición del gobernador Alfredo Ramírez Bedolla. El concurso requería ser michoacano para participar. A la convocatoria para redactar la letra se presentaron 167 propuestas. En marzo de 2024 se dictaminó como ganador a la letra escrita por Refugio Armando Salgado Morales. En abril de 2024 se publicó la convocatoria para componer la música, a la cual se presentaron 167 canciones. En junio de 2024 se declaró ganadora a la propuesta de Luis Josué Soto Campos. El arreglo y orquestación fue realizado por Rosino Serrano; la grabación fue encargada al Coro de la Secretaría de Cultura de Michoacán, bajo la dirección de Enrique Diemecke. El himno fue adoptado oficialmente el 27 de septiembre de 2024, como parte de la celebración por el bicentenario del reconocimiento de Michoacán como estado de la república.

## Letra
Recordemos el brío existente

en la palabra humanidad

hombres y mujeres del presente

Michoacán cuna de igualdad.

Elevemos un canto a esta tierra

su historia es bordado universal

Morelos y Gertrudis una era

Michoacán de raíz liberal.

Narremos con Ocampo osadía

de Múgica su luz cabal

con Cárdenas tenaz valentía

Michoacán es poema social.

Forjemos con cantera este día

purhépecha, audaz y ancestral

el trabajo, vasta artesanía

Michoacán casa cultural.

Fundemos un solo firmamento

otomí, mazahua y hontanar

el fuego nuevo, es nahua el aliento

Michoacán siembra identidad.

Honremos la senda de volcanes

monarcas, bosques y copal

la costa y la sierra son bondades

Michoacán de faz natural.

Cosechemos lazos y respeto

esperanza, esmero y equidad

labremos el honor es decreto

Michoacán lienzo de hermandad.

Recordemos el brío existente

en la palabra humanidad

hombres y mujeres del presente

Michoacán cuna de igualdad.
Armando Salgado, 2024.